# Trachinotus coppingeri
Trachinotus coppingeri är en fiskart som beskrevs av Albert Günther, 1884. Trachinotus coppingeri ingår i släktet Trachinotus och familjen taggmakrillfiskar. Inga underarter finns listade i Catalogue of Life.